# HD 219134 d
HD 219134 d (بالإنجليزية: HD 219134 d)‏ هو كوكب خارج المجموعة الشمسية، في كوكبة ذات الكرسي، يتبع HD 219134 ‏.

## الاكتشاف
اكتشف في 30 يوليو 2015.